# Latoia
Latoia is een geslacht van vlinders van de familie slakrupsvlinders (Limacodidae).

## Soorten
- L. albicosta (Hampson, 1910)
- L. albifrons Guérin-Méneville, 1844
- L. albilinea (Hampson, 1910)
- L. anagaura Janse, 1964
- L. canescens (Walker, 1855)
- L. catalai Viette, 1980
- L. cineracea (Karsch, 1896)
- L. cinnamomarea Fletcher D. S., 1968
- L. colini (Mabille, 1884)
- L. cretata (Karsch, 1899)
- L. chlorea Berio, 1939
- L. chrysopa Fletcher D. S., 1968
- L. eremotropha Janse, 1964
- L. flavicosta (Hampson, 1910)
- L. geminatus (Hering, 1957)
- L. heringi (Viette, 1965)
- L. heringiana Viette, 1980
- L. hilaris (Westwood, 1848)
- L. intermissa (Walker, 1865)
- L. johannes (Distant, 1898)
- L. joiceyi Tams, 1929
- L. latistriga (Walker, 1855)

- L. lemuriensis (Viette, 1967)
- L. loxotoma (Bethune-Baker, 1911)
- L. lutunguru Dufrane, 1945
- L. nana Holland, 1893
- L. neglecta Hering, 1928
- L. nivosa (Felder, 1874)
- L. parniodes Hering, 1957
- L. peyrierasi (Viette, 1965)
- L. phlebodes (Karsch, 1896)
- L. picta (Walker, 1855)
- L. privativa Hering, 1928
- L. procerus (Hering, 1957)
- L. pumilus (Hering, 1957)
- L. singularis (Butler, 1878)
- L. urda (Druce, 1887)
- L. vadoni Viette, 1980
- L. viettei (Hering, 1957)
- L. viridicosta (Hampson, 1910)
- L. viridifascia Holland, 1893
- L. viridimixta Janse, 1964
- L. vitilena (Karsch, 1896)
- L. vivida (Walker, 1865)